# Universidade Eduardo Mondlane
A Universidade Eduardo Mondlane (UEM) é uma instituição de ensino superior pública moçambicana, que tem a sua reitoria instalada na cidade de Maputo.
Com uma tradição que remonta ao período colonial, é a mais antiga e também referência entre as universidades do país. Foi fundada, em definitivo, em 1962, e depois da independência foi durante muito tempo a única responsável pela formação intelectual moçambicana. Conta com cerca de 37000 estudantes nos mais diversos cursos.
Em 2016, a universidade foi classificada pelo ranking Webometrics Ranking of World Universities como a melhor universidade dos PALOP, sendo, de longe, a melhor universidade do seu país.
Recebe seu nome em homenagem ao herói da independência nacional Eduardo Mondlane. O dia 20 de Junho, data do nascimento de Mondlane, é comemorado como o Dia da Universidade Eduardo Mondlane.

## Histórico
A tradição universitária de Moçambique e da UEM pode ser remontada ao período colonial, com o estabelecimento dos primeiros cursos universitários da colônia.

### Período colonial
Remonta-se portanto, se considerada a Faculdade de Medicina da Universidade Eduardo Mondlane (FMUEM) como sucessora da Aula de Anatomia de Lourenço Marques, criada pela Carta Patente de D. Maria I, em 24 de Abril de 1789, aos cuidados do Físico-Mor de Moçambique João Domingues Toscano, a criação deste curso como marco da instalação do ensino superior no território moçambicano, fazendo da FMUEM a instituição orgânica mais antiga da UEM.
A instituição manteve-se em exercício, de maneira intermitente, até 11 de Dezembro de 1851 (ano em que já ostentava o nome de Escola Médico-Cirúrgica de Lourenço Marques), quando, por meio de um relatório ministerial, o governo reconhecia o valor da iniciativa, apontava as dificuldades e as deficiências, distinguia a Escola Médica de Goa como a única que tinha obtido resultados aceitáveis e, por fim, em vez de propôr soluções, o decreto que encerrava aquele documento extinguia algumas dessas escolas e entre elas a de Lourenço Marques. Assim acabou uma experiência que durou mais de sessenta anos.
Com o advento dos movimentos de descolonização, a partir de 1960, o Estado Novo decidiu, entre outras coisas, retomar o ensino universitário (servindo como contra-resposta de natureza social), institucionalizando em Moçambique, em 21 de agosto de 1962, pelo Decreto-Lei nº. 44530, os Estudos Gerais Universitários de Moçambique (EGUM), integrados na Universidade Portuguesa (neste caso, sob a supervisão da Universidade de Coimbra). O primeiro reitor dos EGUM foi doutor em física José Veiga Simão
Em 23 de Dezembro de 1968 o decreto-lei 48790 outorgou-a o estatuto de universidade, passando a denominar-se Universidade de Lourenço Marques (ULM).

### Pós-independência
A 1º de maio de 1976 - um ano depois da proclamação da independência de Moçambique - o Presidente Samora Moisés Machel atribuiu a esta instituição o nome de Universidade Eduardo Mondlane, em homenagem a Eduardo Chivambo Mondlane, primeiro presidente da FRELIMO, que iniciou a Luta Armada de Libertação Nacional deste país africano.
O reitor Fernando Ganhão assumiu funções, em 1976, com um enorme problema resultante da falta de pessoal qualificado, visto que os portugueses retiraram-se abruptamente de Moçambique após a independência. Estes compunham a maioria do corpo docente e de alunos, já que dos aproximadamente 2000 estudantes, somente 40 eram negros. Este quadro lhe custou longas horas de negociações com professores espalhados ao redor do mundo, para que estes viessem a compor o quadro docente, principalmente para montar cursos das Ciências Sociais, inexistentes na universidade, destacando-se entre outros a vinda de nomes como Ruth First, Marc Eric Wuyts, Aquino de Bragança, Bridget O'Laughlin, Barry Munslow, Dan O'Meara e Jacques Depelchin, além de alunos recém-formados como Ana Loforte, Amélia Muge e Isabel Casimiro.
A década de 1980 funcionou na UEM a Faculdade para Antigos Combatentes e Trabalhadores de Vanguarda (FACOTRAV), única experiência de faculdade com vocação para formação política de ex-guerrilheiros.
Em 1985, foi criado, por despacho Ministerial nº 73/85 do Ministério da Educação, o Instituto Superior Pedagógico (ISP), pela necessidade de elevação do nível de entrada dos estudantes e do aumento de duração dos cursos, para além de que, dado o seu tamanho, ela se tornaria incomportável dentro da UEM. O ISP, em 1995, foi transformado em Universidade Pedagógica (UP).
As décadas de 1980 e de 1990 experimentaram um forte apelo pela interiorização da universidade, principalmente com a montagem das delegações da Beira e em Nampula, atualmente ambos campus da UP.

### Democratização -presente
Em 2010 a universidade pôde escolher pela primeira vez seus representantes, marcando o amadurecimento e a democratização da gestão universitária. Seu primeiro reitor eleito indiretamente, pelo Conselho Universitário, foi o professor doutor Orlando Quilambo.
A 19 de março de 2022, foi agraciada com o grau de Membro-Honorário da Ordem da Instrução Pública, de Portugal.

## Estrutura orgânica
A UEM tem a sua sede e a maioria das faculdades em Maputo, encontrando-se dois campi na cidade de Inhambane que servem à Escola Superior de Hotelaria e Turismo e à Escola Superior de Desenvolvimento Rural. Outras localidades com campus são Quelimane, com a Escola Superior de Ciências Marinhas, e Chibuto, com a Escola Superior de Negócios e Empreendedorismo.
As faculdades, escolas e órgãos são:

### Escola de Comunicação e Artes
A ECA oferece seis cursos no período laboral e pós - laboral:
- Licenciatura em Jornalismo
- Licenciatura em Arquivística
- Licenciatura em Música
- Licenciatura em Teatro
- Licenciatura Biblioteconomia
- Licenciatura em Marketing e Relações Públicas

Órgão suplementar:
- Centro de Estudos Interdisciplinares de Comunicação

### Escola Superior de Ciências de Desporto
A ESCIDE oferece a seguinte graduação:
- Licenciatura em Ciências do Desporto - Ramo Desporto Adaptado e Saúde.
- Licenciatura em Ciências do Desporto - Ramo Gestão Desportiva.
- Licenciatura em Ciências do Desporto - Ramo Treino Desportivo.

### Escola Superior de Ciências Marinhas e Costeiras
A ESCMC oferece os seguintes cursos superiores:
- Oceanografia
- Biologia Marinha
- Química Marinha
- Geologia Costeira e Marinha
- Engenharia Costeira

Órgão suplementar:
- Centro de Estudos Costeiros

### Escola Superior de Desenvolvimento Rural
A ESUDER oferece os seguintes cursos superiores:
- Licenciatura em Produção Animal
- Licenciatura em Produção Agrícola
- Licenciatura em Agro-processamento
- Engenharia Rural
- Economia Agrária
- Comunicação e Extensão Rural

Órgão suplementar:
- Centro de Pesquisa de Políticas Agroalimentares

### Escola Superior de Empreendedorismo e Negócios
A ESNEC oferece as seguintes licenciaturas:
- Licenciatura em Agricultura Comercial
- Licenciatura em Agro-negócios
- Licenciatura em Gestão Comercial
- Licenciatura em Finanças
- Licenciatura em Gestão de Empresas

Órgão suplementar:
- Centro de Recursos em Nwadjahane

### Escola Superior de Hotelaria e Turismo
A ESHTI oferece as seguintes graduações:
- Turismo
- Gestão Hoteleira

### Faculdade de Agronomia e Engenharia Florestal
Oferece as seguintes graduações:
- Engenharia Agronómica
- Engenharia Florestal
- Agroeconomia e Extensão Agrágria

### Faculdade de Arquitectura
Esta faculdade oferece somente um curso de graduação:
- Arquitectura e Planeamento Físico

Órgão suplementar:
- Centro de Estudos do Desenvolvimento do Habitat

### Faculdade de Ciências
A Faculdade de Ciências oferece as seguintes graduações:
- Licenciatura em Biologia Aplicada
- Licenciatura em Biologia e Saúde
- Licenciatura em Ecologia e Conservação da Biodiversidade Terrestre
- Licenciatura em Biologia Marinha Aquática e Costeira
- Licenciatura em Física
- Licenciatura em Meteorologia
- Licenciatura em Química
- Licenciatura em Geologia Aplicada
- Licenciatura em Cartografia e Pesquisa Geológica
- Licenciatura em Matemática
- Licenciatura em Estatística
- Licenciatura em Informática
- Licenciatura em Ciências de Informação Geográfica

Cursos de Pós-Graduação:
- Mestrado em Biologia Aquática e Ecossistemas Costeiros (BAEC)
- Mestrado em Informática
- Mestrado em Física
- Mestrado em Química e Processamento de Recursos Locais
- Mestrado em Geologia Costeira e Ambiente
- Mestrado em Gestão de Recursos Minerais
- Doutoramento em Ciência e Tecnologia de Energia

Órgãos suplementares:
- Estação de Biologia Marítima de Inhaca
- Museu de História Natural

### Faculdade de Direito
Esta faculdade oferece somente um curso de graduação:
- Direito

Órgãos suplementares:
- Centro Clínica Jurídica
- Centro de Direitos Humanos
- Centro de Estudos sobre o Direito da Integração Regional da SADC

### Faculdade de Economia
Esta faculdade oferece os seguintes cursos de graduação:
- Licenciatura em Economia
- Licenciatura em Gestão
- Licenciatura em Contabilidade e Finanças
- Bacharel em Economia
- Bacharel em Gestão de Negócios

Cursos de pós-graduação:
- Mestrado em Gestão Empresarial
- Mestrado em Economia do Desenvolvimento
- Mestrado em Gestão de Políticas Económicas

Órgãos suplementares:
- Centro Internacional de Economia e Governação de Água
- Centro de Estudos de Economia e de Gestão

### Faculdade de Educação
Esta faculdade oferece os seguintes cursos de graduação:
- Licenciatura em Psicologia Escolar e das Necessidades Educativas Especiais
- Licenciatura em Psicologia das Organizações
- Licenciatura em Psicologia Social e Comunitária
- Licenciatura em Desenvolvimento e Educação de Infância
- Licenciatura em Educação Ambiental
- Licenciatura em Organização e Gestão da Educação
- Licenciatura em Língua de Sinais de Moçambique

Curso de Pós-Graduação:
- Mestrado em Terapia Familiar e Comunitária

Órgãos suplementares:
- Centro de Desenvolvimento Académico
- Centro de Ensino à Distância
- Centro de Estudos e Apoio Psicológico
- Centro de Recursos em Educação Não-Formal

### Faculdade de Engenharia
A Faculdade de Engenharia oferece cinco cursos de graduação:
- Engenharia Informática
- Engenharia Química
- Engenharia Mecânica
- Engenharia Electrónica - Comunicações, Controle e Computação
- Engenharia Eléctrica - Sistemas de Energia e Accionamentos Eléctricos
- Engenharia Civil

Órgãos suplementares:
- Centro de Estudo Industriais Segurança e Ambiente
- Centro de Estudos de Engenharia

### Faculdade de Filosofia
Esta faculdade oferece uma única graduação:
- Licenciatura em Filosofia

Curso de Pós-Graduação:
- Mestrado em Filosofia

Órgão suplementar:
- Centro de Investigação em Filosofia.

### Faculdade de Letras e Ciências Sociais

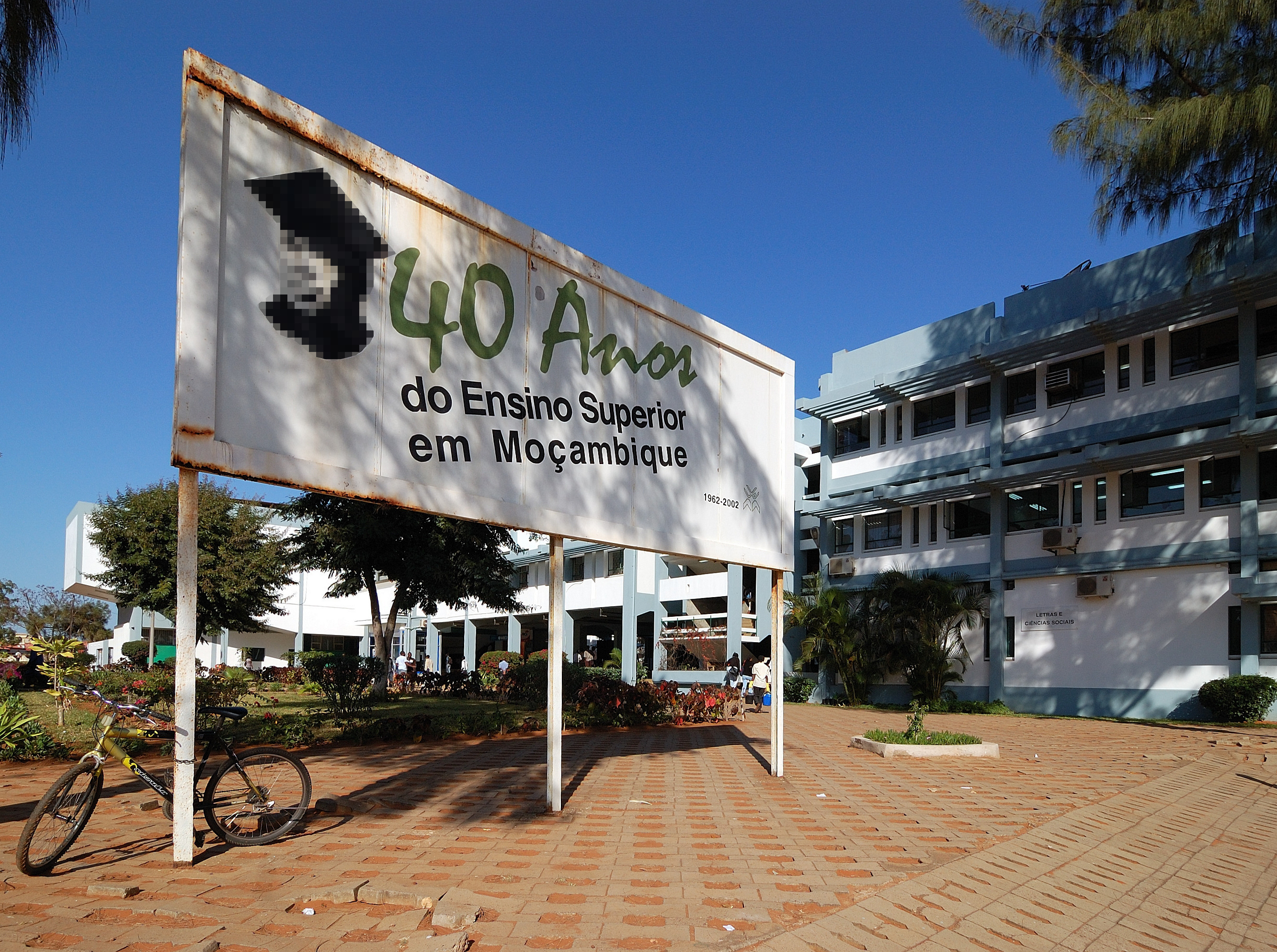
Campus da UEM em Maputo: Edifício de Letras e Ciências Sociais

Esta faculdade oferece as seguintes graduações	
- Licenciatura em Tradução e Interpretação Francês/Português
- Licenciatura em Administração Pública
- Licenciatura em Antropologia
- Licenciatura em Arqueologia
- Licenciatura em Ciência Política
- Licenciatura em ensino de Francês
- Licenciatura em ensino de Inglês
- Licenciatura em ensino de Línguas Bantu
- Licenciatura em ensino de Português
- Licenciatura em Geografia
- Licenciatura em História
- Licenciatura em Linguística
- Licenciatura em Linguística e Literatura
- Licenciatura em Literatura Moçambicana
- Licenciatura em Serviço Social
- Licenciatura em Sociologia
- Licenciatura em Tradução e Interpretação Inglês/Português

Cursos de pós-graduação:
- Mestrado em Governação e Administração Pública
- Mestrado em Antropologia Social
- Mestrado em História de Moçambique e da África Austral
- Mestrado em Linguística
- Mestrado em População e Desenvolvimento
- Mestrado em Sociologia Rural e Gestão de Desenvolvimento
- Mestrado em Ensino de Português como Língua Segunda
- Doutoramento em Linguística

Órgãos suplementares:
- Centro de Estudos Africanos
- Centro de Análise de Políticas
- Centro de Coordenação dos Assuntos do Género
- Centro de Línguas
- Arquivo Histórico de Moçambique

### Faculdade de Medicina
Esta faculdade oferece somente uma graduação:
- Licenciatura em Medicina

Órgão suplementar:
- Hospital Central de Maputo (mantém, na verdade, parceria, já que a universidade não sustenta o hospital)

### Faculdade de Veterinária
Esta faculdade oferece as seguintes graduações:
- Licenciatura em Medicina Veterinária
- Licenciatura em Ciência e Tecnologia de Alimentos
- Licenciatura em Ciência e Tecnologia Animal

Cursos de pós-graduação:
- Mestrado em Segurança de Alimentos
- Mestrado em Produção Animal
- Mestrado em Medicina Veterinária Preventiva

Órgão suplementar:
- Centro de Biotecnologia
- Hospital Escolar Veterinário

## Reitores
| Nome                                       | Mandato                                      | Afiliação                                                                  | Forma de eleição                        |
| ------------------------------------------ | -------------------------------------------- | -------------------------------------------------------------------------- | --------------------------------------- |
| José Veiga Simão                           | 21 de agosto de 1962 - 15 de janeiro de 1970 | Faculdade de Ciências e Tecnologia da Universidade de Coimbra              | Indicação do Ministro do Ultramar       |
| Vítor Pereira Crespo                       | 15 de janeiro de 1970 - Janeiro de 1972      | Faculdade de Ciências e Tecnologia da Universidade de Coimbra              | Indicação do Ministro do Ultramar       |
| José Alberto da Gama Fernandes de Carvalho | Janeiro de 1972 - 25 de abril de 1974        | Faculdade de Ciências e Tecnologia da Universidade de Coimbra              | Indicação do Ministro do Ultramar       |
| José Marques Correia Neves                 | 25 de abril de 1974 - Janeiro de 1976        | Faculdade de Engenharia da Universidade de Lourenço Marques                | Indicação da Junta de Salvação Nacional |
| Fernando Ganhão                            | janeiro de 1976 - 24 de abril de 1986        | Faculdade de Letras e Ciências Sociais da Universidade de Lourenço Marques | Indicação presidencial                  |
| Rui Baltazar dos Santos Alves              | 24 de abril de 1986 - Fevereiro de 1990      | Faculdade de Direito da Universidade Eduardo Mondlane                      | Indicação presidencial                  |
| Narciso Matos                              | Fevereiro de 1990 - Junho de 1995            | Faculdade de Ciências da Universidade Eduardo Mondlane                     | Indicação presidencial                  |
| Brazão Mazula                              | Junho de 1995 - 3 de Fevereiro de 2007       | Faculdade de Letras e Ciências Sociais da Universidade Eduardo Mondlane    | Indicação presidencial                  |
| Filipe Couto                               | 3 de Fevereiro de 2007 - maio de 2010        | Faculdade de Filosofia da Universidade Eduardo Mondlane                    | Indicação presidencial                  |
| Orlando António Quilambo                   | Maio de 2010 - Abril de 2022                 | Faculdade de Ciências da Universidade Eduardo Mondlane                     | Eleição indireta                        |
| Manuel Guilherme Júnior                    | Abril de 2022 - presente                     | Faculdade de Direito da Universidade Eduardo Mondlane                      | Eleição indireta                        |

## Pessoas notáveis
- Ruth First (ex-professora universitária) - antropóloga e ativista;
- Gilles Cistac (ex-professor universitário) - jurista;
- Carlos Lloyd Braga (ex-professor universitário) - engenheiro e político;
- Aurélio Quintanilha (ex-professor universitário) - médico e biólogo;
- Luís Ribeiro Soares (ex-professor universitário) - filósofo;
- Mia Couto (alumnus) - biólogo e escritor;
- Mari Alkatiri (alumnus) - político e jurista;
- Paulina Chiziane (alumnus) - escritora;
- Luísa Diogo (alumnus) - economista e política;
- Daviz Simango (alumnus) - engenheiro e político;
- Carlos Agostinho do Rosário (alumnus) - economista e político.